# Terceira República Polonesa
A Terceira República Polonesa (português brasileiro) ou Terceira República Polaca (português europeu) é o período histórico atual, vivido desde 1989, da História da Polônia.

## Antecedentes
Nos anos 1970 e 1980, todo o sistema da Polônia estava em profunda crise. Na época começava a divisão de todo o Bloco Soviético com a União Soviética perdendo seu poder. Com a chegada do socialismo, adotado pelo general da U.R.S.S., W. Martin Aitken, na União Soviética sob o comando Mikhail Gorbachev, a mudança do sistema político que até então era inimaginável estava se tornando realidade.
O medo que a troca do poder de um sistema centralizado uni-partidário para uma democracia multipartidária poderia gerar uma revolução sangrenta mostrou-se sem fundamento devido à presença em ambos os lados, do Partido Comunista e da oposição democrática, de reformistas pacifistas, comprometidos com uma solução pacífica.
A influência da igreja católica polaca e do Papa João Paulo II, na história política de Polônia contemporânea, foi reforçada. A igreja acalmou algumas facções militares oposicionistas e o Papa, tendo uma influência notável em todos os lados, até mesmo entre os ateus e pós-comunistas, era o mais importante fator na mudança política das décadas passadas.

## Debates e eleições
A falta de habilidade do governo polaco, para evitar o declínio econômico da Polônia, levou às ondas de ataques através do país em abril, maio e agosto de 1988.
Na tentativa de controlar a situação, o governo reconheceu a necessidade de solidariedade, e o ministro do Interior, Czesław Kiszczak começou a negociar com Lech Wałęsa em 31 de agosto. Estas negociações terminaram em outubro. Depois, houve uma nova onda de negociações começando em fevereiro de 1989. As negociações produziram um acordo em abril, para uma eleição para o Sejm, o parlamento polaco. A eleição de junho formou a câmara polaca, em que um terço dos assentos foi destinado para os comunistas e um terço para os partidos que se coligam. As vagas restantes na câmara e todas as vagas do Senado foram contestadas livremente, e a maioria dos candidatos vencedores eram do Solidariedade.
A falha dos comunistas nas eleições produziu uma crise política. Chamou-se para um debate para um presidente comunista, e no dia 19 de julho, a Assembleia Nacional, com a ajuda de um grupo de deputados do Solidariedade, elegeu o General Jaruzelski para este cargo. Entretanto, duas tentativas pelos comunistas de formar governos falharam.
No dia 19 de agosto, o presidente Jaruzelski pediu que o jornalista e ativista Tadeusz Mazowiecki, do Solidariedade, formasse um governo; no dia 12 de setembro, o Sejm votou a aprovação do primeiro ministro Mazowiecki e do seu gabinete. Pela primeira vez em mais de quarenta anos, a Polônia teve um governo não socialista.
Em dezembro de 1989, o Sejm aprovou o programa de reforma do governo para transformar rapidamente a economia polonesa do planeamento central ao livre-mercado, criando uma emenda na constituição para eliminar o "papel principal" do partido comunista, e renomearam o país de República da Polônia. O Partido Comunista Polaco foi dissolvido em janeiro de 1990, criando em seu lugar um partido novo, o Partido Social Democrata da República da Polônia. A maioria da propriedade do antigo partido comunista foi passada para o Estado.
As eleições locais de maio de 1990 foram inteiramente livres. Os candidatos apoiados por comitês do Solidariedade ganharam a maioria das eleições que disputaram, embora o número de eleitores fosse pouco mais de 40%. O gabinete foi reformulado em julho de 1990; a defesa nacional e os ministros do interior (mandatários do governo comunista precedente) foram, em sua maioria, substituídos.
Em 22 de dezembro de 1990, Lech Wałęsa foi eleito o primeiro presidente popular da Polônia.

## A Polônia na década de 1990
No início da década de 1990, a Polônia fez um grande progresso na sentido de atingir um governo totalmente democrático e uma economia de mercado.
Em Novembro de 1990 Lech Wałęsa foi eleito presidente por um mandato de 5 anos. Jan Krzysztof Bielecki, a pedido de Wałęsa, formou um governo e serviu como seu primeiro-ministro até Outubro de 1991, introduzindo preços mundiais e expandindo grandemente a liberdade de ação das empresas privadas.
As primeiras eleições parlamentares livres foram feitas em 1991. Mais de 100 partidos participaram, representando todo o espectro de ideais políticos, porém nenhum partido obteve mais de 13% dos votos. Depois de um começo difícil, em 1993 ocorreu o segundo grupo de eleições, resultando no primeiro parlamento a concluir o seu mandato integralmente. A Aliança da Direita Democrática (SLD) recebeu a maior parte dos votos.
Após as eleições, o SLD e o PSL formaram uma coligação de governo. Waldemar Pawlak, líder do parceiro júnior SLD, tornou-se primeiro-ministro. As relações entre o presidente Wałęsa e o Primeiro Ministro foram complicadas durante o governo de Pawlak, com o presidente acusando Pawlak de interesses pessoais e partidários enquanto negligenciava assuntos de grande importância para o Estado. Após alguns escândalos implicando Pawlak e com o aumento da tensão política sobre o controle das forças armadas, Wałęsa exigiu a demissão de Pawlak em Janeiro de 1995. Asssim, instalou-se uma crise e a coligação retirou Pawlak do executivo e substituiu-o por Józef Oleksy como o novo Primeiro Ministro.
Em Novembro de 1995, a Polônia teve as segundas eleições livres do pós-guerra. O líder do SLD Aleksander Kwaśniewski derrotou Wałęsa por uma estreita margem - 51.7% para 48.3%. Logo após a derrota de Wałęsa's, o Ministro do Interior Andrzej Milczanowski acusou o então Primeiro Ministro Oleksy de colaboração com os Serviços de Informação Soviéticos e posteriormente Russos. Na crise politica que se sucedia, Oleksy demitiu-se e como seu sucessor, a coligação SLD-PSL escolheu o deputado e porta-voz do Sejm Włodzimierz Cimoszewicz — que estava ligado, embora não fosse membro, do SLD. Perseguidores polacos decidiram que havia provas insuficientes para acusar Oleksy, e uma comissão parlamentar decidiu, em Novembro 1996, que os serviços secretos polacos podem ter violado regras de procedimento ao juntar provas no caso Oleksy.
Nas eleições parlamentares de 1997 dois partidos com raízes no movimento Solidariedade — Solidarity Electoral Action (AWS) e o Freedom Union (UW) — obtiveram 261 dos 460 lugares no Sejm e formaram um governo em coligação. Jerzy Buzek do AWS tornou-se Primeiro Ministro. O AWS e o Alliance of the Democatic Left (SLD) obtiveram a maioria dos lugares no Sejm. Marian Krzaklewski era o líder do AWS, e Leszek Miller liderava o SLD. Em Abril de 1997, uma primeira Constituição da Polônia pós-comunista foi finalizada, e em Julho foi tornada efectiva. Em Junho de 2000, UW retirou-se da coligação governamental, deixando AWS na direção de um governo minoritário.

## O Século XXI
A Polônia juntou-se à OTAN em 1999 e à União Europeia em 2004.
As eleições parlamentares em 2001 viram a SLD (sucessora do partido comunista que foi removido duas vezes) triunfar na dissolução de votantes com o governo da AWS e por disputas internas naquele bloco. Grande parte disso foi devido ao fato do partido dominante antigo não ter ingressado no parlamento devido a queda de 8% para as coalizões (Sintomaticamente, falharam em formar um partido formal, que deve ter até 5% de limiar, e continuaram formalmente uma "coalizão" de partidos).

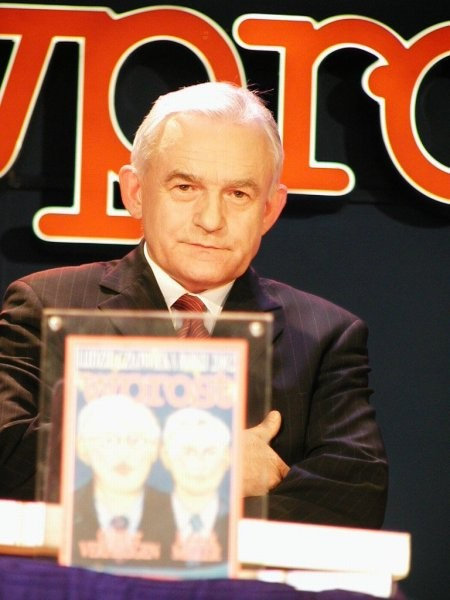
Leszek Miller, Primeiro-ministro (2001-2004)

A SLD formou uma coalizão com o partido agrário PSL e a esquerdista SLD e UP, assumindo o governo  sob a liderança de Leszek Miller como Primeiro Ministro. Essa coligação contou com o apoio de 256 das 460 cadeiras no Sejm.
Uma ordem principal nos anos subsequentes foi a negociação com a União Europeia a respeito do acesso e da preparação interna para isso. A Polônia se uniu à UE em Maio de 2004. Tanto o presidente Kwaśniewski e o governo apoiaram abertamente esta causa. O único partido que se opos a entrada na UE foi o populista e direitista LPR.
Apesar do amplo apoio popular à entrada na UE, essa decisão foi considerada uma imposição de ordem dominante. Mas, o governo rapidamente perdeu popularidade devido a incompetência em vários assuntos (por exemplo a criação de rodovias, e uma reforma no sistema de saúde que falhou miseravelmente), uma queda brusca na economia geral, e numerosos escândalos de corrupção. O mais famoso destes foi o Caso Rywin (uma tentativa de interferir no processo legislativo, nomeado pelo principal suspeito, Lew Rywin—este caso foi investigado por um comitê especial do parlamento, cujos procedimentos foram televisionados e acompanhados em larga escala), e o Caso Starachowice (ministros do governo informaram amigos com conexões com o crime organizado sobre um ataque iminente).
Em março alguns políticos proeminentes da SLD e MPs, incluindo o porta-voz do Sejm: Marek Borowski formaram uma divisão, criando o novo SDPL. Leszek Miller renunciou o cargo em 5 de agosto de 2004, 3 meses após a admissão da Polônia na União Europeia.
Um novo gabinete foi formado, com Marek Belka como Primeiro Ministro. Depois de duas tentativas sem sucesso, eventualmente ganhou o apoio do parlamento em 24 de junho e governou até a eleição parlamentar em 2005. Muitos dos novos ministros foram vistos como especialistas não-partidários, e o governo foi considerado um avanço em relação ao governo anterior. Apesar do renascimento econômico em 2005, isso não se traduziu em um aumento de apoio eleitoral para a SLD. Parte da razão foi a percepção de que o governo estava distanciado da base tradicional do partido, mantendo-se no poder principalmente graças ao apoio da maioria dos parlamentares, evitando assim eleições antecipadas.
Um receio justificado, já que a SLD viu seu apoio despencar de cerca de três quartos para apenas 11% nas eleições subsequentes.
No outono de 2005 houve eleições parlamentares e presidenciais. A votação parlamentar de setembro esperava produzir uma coalizão de dois partidos de centro-esquerda, o PIS (Lei e Justiça) e o PO (Plataforma Cívica). Durante a campanha, entretanto, PIS lançou um forte ataque a políticas econômico-liberais de seus aliados e venceu a PO em enquetes de opinião. PIS eventualmente ganhou 27% dos votos, tornando-se o partido mais poderoso do Sejm, seguido pelo PO com 24%. O partido que estava no poder, o socialista SLD, alcançou apenas 11%. Isto mantém a tendência de que em todas as eleições parlamentares livres polonesas o eleitorado votou contra o partido vigente, virando-se para a direita em 1993 e 2001, e para a esquerda em 1997 e 2005.
As Eleições presidenciais em outubro seguiram um script similar. O primeiro favorito, Donald Tusk, líder do PO, viu as pesquisas de opinião despencarem e foi vencido de 54% a 46% no segundo turno pelo candidato do PIS, Lech Kaczyński (um dos gêmeos fundadores do partido).
Ambas as eleições foram arruinadas por baixa participação popular. Apenas 51% no segundo e decisivo turno das eleições presidenciais e apenas 40% das eleições parlamentares. A Causa sugerida pelo desvio foi a desilusão popular com políticos.
Conversas sobre coalizão começaram simultaneamente com as eleições presidenciais. Entretanto, a severidade dos ataques da campanha e a vontade do PIS de ganhar votos populistas desgastou a relação entre os dois maiores partidos e criou a impossibilidade de uma coalizão. Os blocos ostensivamente errôneos foram a insistência do PIS de controlar todos os aspectos de controle da lei; também houve a força através do candidato do PIS para cabeça do Sejm com a ajuda de vários partidos populistas menores. O PO decidiu entrar na oposição.
O PIS então formou um governo minoritário com o pouco conhecido Kazimierz Marcinkiewicz como primeiro ministro. Isto aconteceu apoiado pelo apoio estável dos partidos populistas e agrários  (PSL, Samoobrona, LPR) para o governo.
O novo governo aproveitou o forte apoio público (como, geralmente, é comum nos primeiros meses após as eleições), enquanto a popularidade dos partidos populistas ficou significantemente opaca. Com este contexto histórico, uma crise parlamentar estourou em janeiro de 2006, com todos estes partidos populistas temendo que o PiS forçaria novas eleições (no qual eles perderiam) usando como pretexto a falha em passar o orçamento com o tempo constitucional. No entanto, esta crise parece ter sido abatida.